# Wisełka
Wisełka (niem. Neuendorf) – wieś w północno-zachodniej Polsce położona w województwie zachodniopomorskim, w powiecie kamieńskim, w gminie Wolin, przy drodze wojewódzkiej nr 102.
W latach 1975–1998 miejscowość administracyjnie należała do województwa szczecińskiego.